# Тесфальдет Текіє
Тесфальдет Сімон Текіє (швед. Tesfaldet Simon Tekie, нар. 4 червня 1997, Еритрея) — шведський футболіст, півзахисник. Виступав, зокрема, за клуби «Гуннільсе», «Сильвія» та «Норрчепінг», а також національну збірну Швеції.
Чемпіон Швеції.

## Клубна кар'єра
Народився 4 червня 1997 року в місті Еритрея. Вихованець юнацьких команд футбольних клубів «Марієнгольм» та «Гуннільсе».
У дорослому футболі дебютував 2013 року виступами за команду «Гуннільсе», в якій того року взяв участь у 6 матчах чемпіонату. 
У серпні 2013 року перейшов до «Норрчепінга», де протягом декількох місяців виступав за молодіжну команду клубу.
У 2014 році відправився для отримання ігрової практику в «Сильвію» з Дивізіону 1, фарм-клубу «Норрчепінга».
2015 року повернувся до клубу «Норрчепінг», де став гравцем першої команди. В Аллсвенскані дебютував 5 квітня 2015 року в поєдинку 1-о туру, замінивши на 29-й хвилині травмованого Нікласа Беркрота. Разом з командою виграв національний чемпіонат, а Тесфальдет того сезону зіграв 6 матчів, в яких відзначився 1 гольовою передачею. Проте не потрапив до числа 18-и гравців для участі в матчі за Суперкубок 2015 року. Починаючи з наступного року виходив на поле частіше, зігравши у більшості матчів чемпіонату.
У січні 2017 року перейшов до бельгійського «Гента», з яким підписав 3,5-річний контракт. Трансфер Текіє обійшовся бельгійцям у суму 16 мільйонів шведських крон. У грудні 2017 року продовжив з клубом контракт до 2021 року, після чого відправився у 18-місячну оренду в «Естерсунд», до літа 2019 року. Після повернення з оренди більше не грав за «Гент», у вересні 2019 року розірвав контракт з клубом.
До складу клубу «Фортуна» (Сіттард) приєднався 9 вересня 2019 року, підписавши з клубом 2-річний контракт. Станом на 19 березня 2020 року відіграв за команду з Сіттарда 20 матчів в національному чемпіонаті.

## Виступи за збірні
2012 року дебютував у складі юнацької збірної Швеції (U-17), загалом на юнацькому рівні взяв участь у 10 матчах.
Дебютував у футболці національної збірної Швеції 11 січня 2019 року в товариському поєдинку проти Ісландії, вийшовши на поле в стартовому складі. На 64-й хвилині Тесфальдета замінив Александер Франссон.

## Особисте життя
Народився в Еритреї, проте в 9-річному віці разом з родиною переїхав до шведського Гетеборга.

## Досягнення
«Норрчепінг»
- Аллсвенскан
  -  Чемпіон (1): 2015